# Elyptron subleucosticta
Elyptron subleucosticta är en fjärilsart som beskrevs av Embrik Strand 1921. Elyptron subleucosticta ingår i släktet Elyptron och familjen nattflyn. Inga underarter finns listade i Catalogue of Life.